# Policarpo Toro

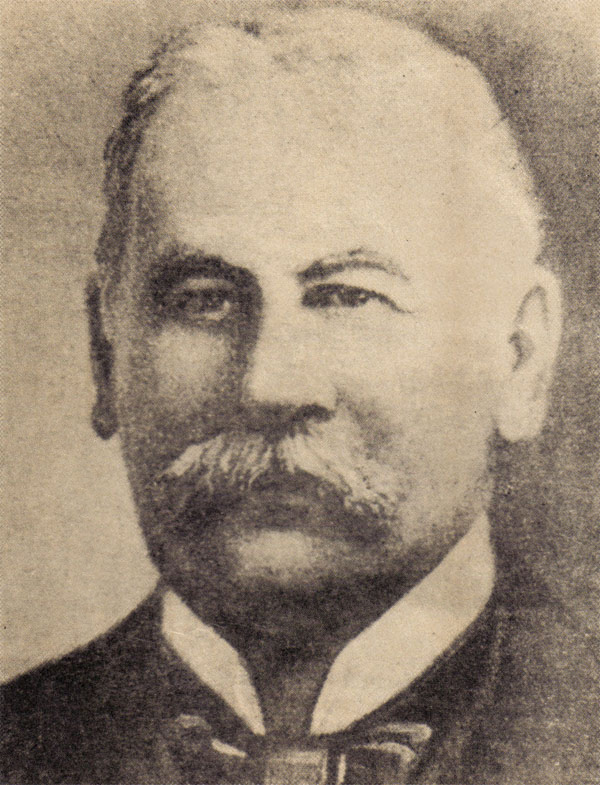
Policarpo Toro Hurtado

Policarpo Toro Hurtado (* 6. Februar 1856 in Melipilla, Chile; † 1921 in Santiago de Chile) war ein chilenischer Marineoffizier.
1871 trat er in die chilenische Marine ein und besuchte 1875 die Osterinsel. Von 1877 bis 1879 trat er als Leutnant in die englische Marine ein. Als 1879 der Pazifikkrieg begann, bat er um seine Rückkehr nach Chile und nahm an mehreren Aktionen teil. 1883 besuchte er die Osterinsel ein zweites Mal und erläuterte in einem Dokument die wirtschaftlichen Vorteile für Chile durch den Erwerb der Insel.
Mit Genehmigung der Regierung besuchte er die Insel im Jahr 1887. Nach einjährigen Verhandlungen mit den Insulanern unter Atamu Tekena nahm er am 9. September 1888 die Insel im Namen Chiles in Besitz. Er weigerte sich im chilenischen Bürgerkrieg von 1891, an Marineaktionen gegen die Regierung von José Manuel Balmaceda teilzunehmen, und wurde aus der Marine entlassen. Im Jahr 1893, im Rahmen der von der neuen Regierung erlassenen Generalamnestie, wurde er in den Ruhestand versetzt. Er starb 1921 in Santiago.

## Frühes Leben
Policarpo Toro wurde am 6. Februar 1856 in der Stadt Melipilla, Chile, geboren. Er war der Sohn von Farmern. Schon in jungen Jahren entwickelte er ein Interesse an der See und der Marine. Am 17. Februar 1871 trat er in die staatliche Marineschule, die heute als Arturo Prat Naval School bekannt ist, ein und begann seine Marinekarriere als Kadett.

## Karriere bei der Marine
Im Jahr 1873 nahm Toro an einer Expedition in die Magellanstraße teil, um die Stadt Punta Arenas zu kartieren. Zwei Jahre später reiste er an Bord der Korvette O’Higgins zur Osterinsel, wo er an einer wissenschaftlichen Expedition zur Erkundung und Kartographie der Insel teilnahm. Toro war tief betroffen von den schrecklichen Lebensbedingungen der Inselbewohner, die unter den Misshandlungen anderer Expeditionen auf der Suche nach Sklaven und Reichtum litten.
Nach seiner Rückkehr auf den Kontinent suchte Toro die Unterstützung prominenter Persönlichkeiten, um das Inselgebiet durch Chile annektieren zu lassen. 1876 reiste er an Bord der Panzerfregatte Almirante Cochrane nach England, wo er an verschiedenen Aktivitäten der britischen Royal Navy teilnahm. Nach seiner Rückkehr nach Chile wurde er zum 1. Leutnant befördert und erhielt aufgrund seiner wichtigen Arbeit während des Pazifikkrieges die Position des zweiten Kommandanten des Magallanes Gunship.
Toro wurde 1883 zum Professor an der Marineschule ernannt, zum Lieutenant Commander befördert und bekleidete drei Jahre später Verwaltungspositionen in der chilenischen Marine. 1886 kehrte er an Bord der Korvette Abtao auf die Osterinsel zurück, wo er feststellte, dass sich die Lebensbedingungen der Inselbewohner verschlechtert hatten. Dies veranlasste ihn, eine Memoire an Präsident José Manuel Balmaceda zu richten, um ihn von der Nützlichkeit der Inbesitznahme der Insel zu überzeugen.
Nachdem er die Zustimmung und Genehmigung von Präsident Balmaceda erhalten hatte, begann Toro Verhandlungen mit den Franzosen, Tahiti und den Bewohnern der Osterinsel, um sicherzustellen, dass keine andere Nation die Insel beanspruchte. Im Jahr 1888 nahm Toro die Insel im Namen des chilenischen Staates offiziell in Besitz, was in einer Verhandlung mit dem König der Insel Atamu Tekena gipfelte, indem er eine Abtretungsurkunde auf Spanisch und eine weitere in Rapanui unterzeichnete, das mit Tahitianisch vermischt war.
Toro wurde zum Direktor der Escuela de Grumentes ernannt, wo er sein gesamtes Wissen, das er sich während seiner Zeit in Großbritannien angeeignet hatte, anwendete. Während des chilenischen Bürgerkriegs im Jahr 1891 blieb Toro jedoch Präsident Balmaceda treu, was zu seiner Verhaftung und anschließenden Entlassung aus der Armee führte. 1893 wurde er von Präsident Jorge Montt in den Ruhestand versetzt, der seinem Rang und seinen bisherigen Bemühungen würdig war.
Policarpo Toro starb 1921 im Alter von 65 Jahren in Santiago. Er blieb als der Mann in Erinnerung, der die Osterinsel in den chilenischen Staat integrierte.